# Dysdera cribellata
Dysdera cribellata är en spindelart som beskrevs av Simon 1883. Dysdera cribellata ingår i släktet Dysdera och familjen ringögonspindlar.
Artens utbredningsområde är Kanarieöarna. Inga underarter finns listade i Catalogue of Life.